# Peter Böckli
Peter Böckli (* 7. Mai 1936 in Basel) ist ein Schweizer Rechtswissenschaftler und Autor.

## Leben und Wirken
Böckli studierte Rechtswissenschaft an der Universität Basel, wo er 1960 mit einer Arbeit zum Aktienrecht promoviert wurde. In seiner Studienzeit trat er dem Schweizerischen Zofingerverein bei. 1962 erwarb er das Rechtsanwaltspatent. 1975 wurde er für Steuerrecht habilitiert. Er lehrte bis zu seiner Emeritierung 2001 als ausserordentlicher Professor für Steuerrecht an der Juristischen Fakultät der Universität Basel.
Daneben hatte er Mandate als Verwaltungsrat von Schweizer Publikumsgesellschaften. Bis 2006 war er Vizepräsident der Grossbank UBS.
Vom Schweizer Bundesrat wurde er in Expertenkommissionen zur Vorbereitung der Revision von Bundesgesetzen berufen.

## Schriften (Auswahl)
- Das Aktienstimmrecht und seine Ausübung durch Stellvertreter (= Basler Studien zur Rechtswissenschaft. H. 61). Helbing & Lichtenhahn, Basel 1961 (Dissertation, Universität Basel, 1960).
- Indirekte Steuern und Lenkungssteuern: Grundsätze des schweizerischen Rechts der indirekten Steuern (einschliesslich der Erbschafts- und Schenkungssteuern) sowie der nichtfiskalischen Steuern, mit rechtsvergleichendem Blick auf das Steuerrecht Frankreichs, Deutschlands und der Vereinigten Staaten. Helbing & Lichtenhahn, Basel 1975, ISBN 3-7190-0658-1 (Habilitationsschrift, Universität Basel, 1974).
- Das neue Aktienrecht: Darstellung für den Praktiker. Bundesgesetz vom 4. Oktober 1991 über die Revision des 26. Titels des schweizerischen Obligationenrechts „Die Aktiengesellschaft“. Schulthess, Zürich 1992; 4. Auflage: Schweizer Aktienrecht: mit Fusionsgesetz, Börsengesellschaftsrecht, Konzernrecht, corporate governance, Recht der Revisionsstelle und der Abschlussprüfung in neuer Fassung unter Berücksichtigung der angelaufenen Revision des Aktien- und Rechnungslegungsrechts. Schulthess, Zürich 2009, ISBN 978-3-7255-5846-9.
- Bis zum Tod der Gräfin: Das Drama um den Hotelpalast des Grafen de Renesse in Maloja. Buchverlag Neue Zürcher Zeitung, Zürich 1998; 9. Auflage 2009, ISBN 978-3-03823-535-4.
- Einführung in die IAS: International Accounting Standards. Knapp und deutsch. Schulthess, Zürich 2000; 2. Auflage: Einführung in die IFRS, IAS: International Financial Reporting Standards. Knapp und deutsch. Schulthess, Zürich 2005, ISBN 3-7255-4903-6.